# Constantin Richter

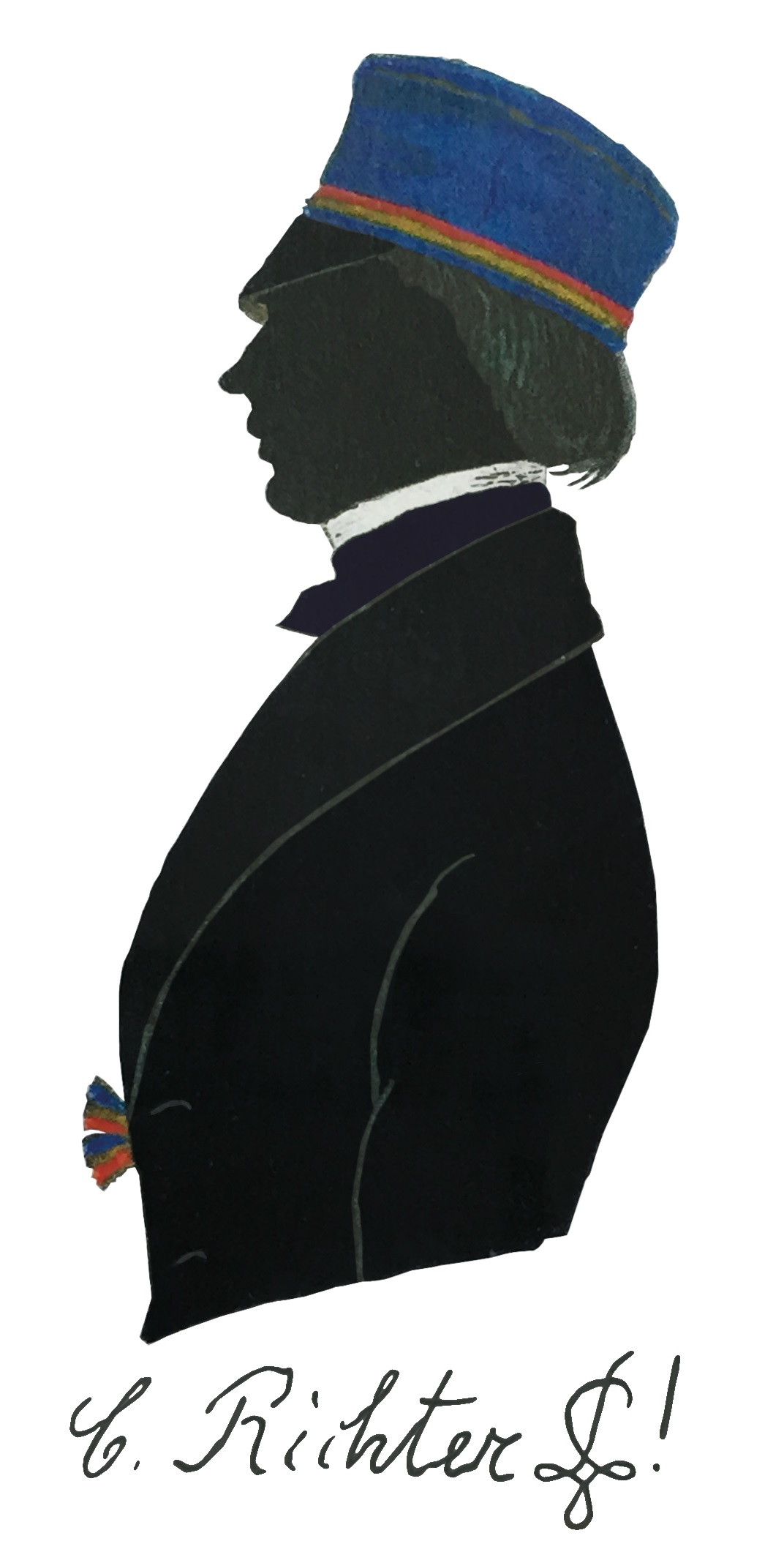
Constantin Richter

Constantin Richter (* 5. September 1827 in Görlitz; † 4. Oktober 1910 in Potsdam) war ein deutscher Verwaltungsjurist und leitender Beamter des Reichsmarineamts.

## Leben
Als Sohn eines Richters wuchs Constantin Richter in Görlitz auf. 1846 bestand er das Abitur am Gymnasium Augustum. Als Student der Rechtswissenschaft an der Universität Leipzig und der Schlesischen Friedrich-Wilhelms-Universität war er in den Corps Lusatia Leipzig und Lusatia Breslau aktiv. Nach dem Ersten juristischen Staatsexamen 1848 trat er in den preußischen Referendardienst. Er meldete sich 1849 als Jäger zum Preußischen Armee und nahm an den Kämpfen im Zuge der Badischen Revolution teil. Nach dem zweiten und dritten Verwaltungsexamen schlug er die Intendanturlaufbahn ein. Er war 1854 zunächst Assessor beim preußischen V. Armee-Korps in Posen, trat aber 1855 zur Preußischen Marine über. Er kam als Marineintendanturassessor zur Marineintendantur Danzig. Danach wurde er der Admiralität in Berlin zugeteilt und auf einer Überseefahrt der Segelfregatte Thetis eingesetzt. Er wurde 1858 Marine-Intendanturrat in Danzig, 1861 in der Admiralität und 1862 im Marineministerium Berlin. Dort seit 1863 Wirklicher Admiralitätsrat und Vortragender Rat, war er zuständig für die gesamte Werftverwaltung. In der Kaiserlichen Admiralität übernahm er 1872 als Geheimer Admiralitätsrat das Dezernat für Etat- und Kassenangelegenheiten. 1882 wurde er Vorstand der Verwaltungsabteilung, seit 1883 als Wirklicher Geheimer Admiralitätsrat und Vortragender Rat. Nach Umwandlung dieser Abteilung in ein Verwaltungsdepartement wurde er 1886 dessen Direktor und trat 1889 in dieser Funktion zum Reichsmarineamt über. Als Wirklicher Geheimrat trat er am 1. April 1892 in den Ruhestand, den er in Potsdam verlebte.

## Auszeichnungen
- Roter Adlerorden 4. Klasse[4]
- Königlicher Kronen-Orden (Preußen) 4. Klasse[4]
- Landwehr-Dienstauszeichnung 2. Klasse (1869)[4]
- Königlicher Kronen-Orden (Preußen) 3. Klasse (1870)[4]
- Exzellenz, beim Eintritt in den Ruhestand (1892)[5]